# My Lovely Girl
My Lovely Girl (hangeul : 내겐 너무 사랑스러운 그녀 ; RR : Naegen neomu sarangseureowoon geunyeo)  est une série télévisée sud-coréenne diffusée en 2014 sur SBS en Corée du Sud avec Jung Ji-hoon, Krystal Jung, Cha Ye-ryun et Kim Myung-soo,,.

## Synopsis
Hyun-wook est le compositeur et producteur d'une société de divertissement (ANA) qui perd sa petite amie lors d'un accident de voiture. Quelques années plus tard, il fait la rencontre de la jeune sœur de son amour décédé, Se-Na, qui rêve de devenir chanteuse et de laquelle il va très vite tomber amoureux.

## Distribution

### Acteurs principaux
- Jung Ji-hoon (Rain/Bi) : Lee Hyun-wook[4]
- Krystal Jung : Yoon Se-na[5],[6]
- Cha Ye-ryun : Shin Hae-yoon[7]
- Kim Myung-soo (L) : Shi-woo[8]

### Acteurs autour Hyun-wook
- Park Yeong-gyu : Lee Jong-ho, le père de Hyun-wook[9]
- Kim Hye-eun : Oh Hee-seon[10]
- Dani : Lee Min-ah[11]

### Acteurs autour de Se-na
- Lee Cho-hee : Joo-hong[12]
- Park Doo-sik : Cha Gong-chul[13]
- Lee Ji-ah (Eden) : Yoon So-eun (caméo)[14]
  - Yi Su-min : Yoon So-eun (caméo, jeune)[15]

### Acteurs à AnA Entertainment
- Alex Chu : Bae Sung-jin
- Kim Jin-woo : Seo Jae-young[16]
- Kim Ki-bang : Yoo Sang-bong[17]
- Lee Soo-ji : An Da-jung[18]
- Joo Hee-bong : Kang Tae-min[19]
- Na Hae-ryung : Yoo Ra-eum[20]
- Lee Ho-won (Hoya) : Kang Rae-hoon
- Lee Dae-yeol : San-ah[21],[22]
- Choi Sung-yoon : Jun-jun

## Diffusion
- SBS (2014)
- TVB (2014)
- STAR Chinese Channel (2015)
- Viva (2015)
- ABS-CBN (2015)
- RCTI (2015)

## Réception
| Nombre d'épisodes | Date de diffusion | Date de diffusion | Date de diffusion           | Date de diffusion | Date de diffusion           |
| Nombre d'épisodes | Date de diffusion | TNmS Ratings      | TNmS Ratings                | AGB Nielsen       | AGB Nielsen                 |
| Nombre d'épisodes | Date de diffusion | Tout le pays      | Région de la capitale Séoul | Tout le pays      | Région de la capitale Séoul |
| ----------------- | ----------------- | ----------------- | --------------------------- | ----------------- | --------------------------- |
| 1                 | 17 septembre 2014 | 8.2%              | 9,9 %                       | 8.2%              | 9.2%                        |
| 2                 | 18 septembre 2014 | 8,1 %             | 10.9%                       | 7,5 %             | 8,3 %                       |
| 3                 | 24 septembre 2014 | 7,0 %             | 9,1 %                       | 7,8 %             | 8,7 %                       |
| 4                 | 25 septembre 2014 | 7,2 %             | 8,6 %                       | 7,3 %             | 8,4 %                       |
| 5                 | 1er octobre 2014  | 6,2 %             | 7,0 %                       | 6,9 %             | 7,8 %                       |
| 6                 | 2 octobre 2014    | 4.7%              | 5,8 %                       | 4,7 %             | 5,4 %                       |
| 7                 | 8 octobre 2014    | 6,5 %             | 7,4 %                       | 6,4 %             | 7,3 %                       |
| 8                 | 9 octobre 2014    | 8,1 %             | 9,5 %                       | 6,6 %             | 7,4 %                       |
| 9                 | 15 octobre 2014   | 6,4 %             | 7,4 %                       | 5,7 %             | 6,3 %                       |
| 10                | 16 octobre 2014   | 7,1 %             | 8,5 %                       | 6,9 %             | 7,1 %                       |
| 11                | 23 octobre 2014   | 6,0 %             | 6,5 %                       | 6,9 %             | 7,9 %                       |
| 12                | 29 octobre 2014   | 5,1 %             | 6,1 %                       | 5,7 %             | 6,6 %                       |
| 13                | 30 octobre 2014   | 5,4 %             | 5,5 %                       | 5,6 %             | 6,0 %                       |
| 14                | 5 novembre 2014   | 5,7 %             | 6,1 %                       | 5,0 %             | 5,7 %                       |
| 15                | 5 novembre 2014   | 4,9 %             | 5.1%                        | 3.9%              | 4.7%                        |
| 16                | 6 novembre 2014   | 5,6 %             | 6,6 %                       | 5,5 %             | 5,7 %                       |
| Moyenne           | Moyenne           | 6,4 %             | 7,5 %                       | 6,3 %             | 7,0 %                       |

## Bande-originale
1. This Song (이 노래) - Loco (로꼬) et Mamamoo - 3:49
2. Crazy Boy (개또라이) - Park Mi-young (박미영) - 0:51
3. All Of A Sudden (울컥) - Krystal Jung - 4:26
4. Will You Love Me (사랑해줄래) - Alex Chu - 3:55
5. Pray (version féminine) - Joo-yi - 3:15
6. Pray (version masculine) - In4mal (인포머) - 3:25
7. Promise - Kim Bo Kyung (김보경) - 3:45
8. Only U (너 하나만) - Kim Tae-woo	- 3:14
9. I Know - Kim Bo Kyung (김보경) - 3:53
10. My Lovely Girl (내겐 너무 사랑스러운 그녀) - G.Brown - 3:35
11. Rewind - Gavy NJ (가비엔제이) - 4:13
12. Calling Out (불러본다) - Jin Min-ho (진민호) - 3:55
13. Super Stiction - Halo - 3:44
14. Tight (타이트해) - Fiestar - 3:30
15. It's Okay I Love You - Lee Simon - 3:25

### Sources
- (en) Cet article est partiellement ou en totalité issu de l’article de Wikipédia en anglais intitulé « My Lovely Girl » (voir la liste des auteurs).